# Roridomyces praeclarus
Roridomyces praeclarus är en svampart som först beskrevs av E. Horak, och fick sitt nu gällande namn av Rexer 1994. Roridomyces praeclarus ingår i släktet Roridomyces och familjen Mycenaceae.   Inga underarter finns listade i Catalogue of Life.